# Clara Mateo
Pour les articles homonymes, voir Mateo (homonymie).
Clara Mateo, née le 28 novembre 1997 à Nantes, est une footballeuse internationale française évoluant au poste d'attaquante au Paris FC.

## Études
Clara Mateo, en plus de son palmarès sportif, a été diplômée ingénieure de l'École polytechnique universitaire de l'université Paris-Saclay (Polytech Paris-Saclay) en spécialité Matériaux, en 2020.
Parallèlement à sa carrière sportive, elle est business développer au sein du groupe Arkema, depuis mars 2021.

## Carrière

### Carrière en club
Clara Mateo évolue dans sa jeunesse à l'US Sainte-Luce-sur-Loire. En 2012, elle rejoint l'Étoile sportive ornaysienne de football Vendée La Roche-sur-Yon alors en deuxième division ; elle réalise ses débuts en première division lors de la saison 2015-2016. 
En juin 2016, elle quitte La Roche-sur-Yon pour le FCF Juvisy (devenu Paris FC en 2017), avec lequel elle signe un contrat de trois ans.
Elle se révèle lors de la saison 2024-2025 en finissant meilleure buteuse du championnat, avec 18 réalisations et sept passes décisives en 19 matchs. Elle est élue meilleure joueuse d'Arkema Première Ligue 2024-2025 à la fois lors des trophées LFFP et des trophées UNFP. Elle est nommée au Ballon d'Or féminin pour la première fois de sa carrière.

### Carrière en sélection
Elle compte deux sélections avec l'équipe de France des moins de 16 ans en 2013, huit sélections en équipe de France des moins de 17 ans en 2013, vingt-deux sélections en équipe de France des moins de 19 ans entre 2015 et 2016 (et dix buts marqués), et huit sélections en équipe de France des moins de 20 ans en 2016 (et trois buts marqués). 
Le 21 août 2018, elle est appelée pour la première fois par Corinne Diacre dans le groupe de l'équipe de France A. 
Le 1er décembre 2020, au stade de la Rabine de Vannes, elle marque son premier but en sélection à la 83e minute, face au Kazakhstan. Les Bleues s’imposent sur le score fleuve de 12-0.
En 2022, elle fait partie des 23 sélectionnées pour disputer le championnat d'Europe en Angleterre. 
Le 5 juin 2025, elle figure dans la liste des 23 joueuses retenues par Laurent Bonadei pour disputer le Championnat d'Europe en Suisse. Elle inscrit son seul but lors du match contre le Pays de Galles, où est elle impliquée sur les quatre réalisations françaises. 

## Statistiques
| Saison                | Club                   | Championnat           | Championnat | Championnat | Coupe(s) nationale(s) | Coupe(s) nationale(s) | Compétition(s) continentale(s) | Compétition(s) continentale(s) | Compétition(s) continentale(s) | France | France | Total | Total |
| Saison                | Club                   | Division              | M.          | B.          | M.                    | B.                    | Comp.                          | M.                             | B.                             | M.     | B.     | M.    | B.    |
| 2013-2014             | ESOFV La Roche-sur-Yon | Division 2            | 1           | 0           | -                     | -                     | -                              | -                              | -                              | -      | -      | 1     | 0     |
| 2014-2015             | ESOFV La Roche-sur-Yon | Division 2            | 22          | 10          | 2                     | 0                     | -                              | -                              | -                              | -      | -      | 24    | 10    |
| 2015-2016             | ESOFV La Roche-sur-Yon | Division 1            | 20          | 2           | 2                     | 4                     | -                              | -                              | -                              | -      | -      | 22    | 6     |
| Sous-total            | Sous-total             | Sous-total            | 43          | 12          | 4                     | 4                     | -                              | -                              | -                              | -      | -      | 47    | 16    |
| 2016-2017             | FCF Juvisy             | Division 1            | 21          | 5           | 4                     | 3                     | -                              | -                              | -                              | -      | -      | 25    | 8     |
| 2017-2018             | Paris FC               | Division 1            | 19          | 3           | 2                     | 2                     | -                              | -                              | -                              | -      | -      | 21    | 5     |
| 2018-2019             | Paris FC               | Division 1            | 22          | 3           | 4                     | 1                     | -                              | -                              | -                              | -      | -      | 26    | 4     |
| 2019-2020             | Paris FC               | Division 1            | 15          | 3           | 1                     | 0                     | -                              | -                              | -                              | -      | -      | 16    | 3     |
| 2020-2021             | Paris FC               | Division 1            | 22          | 13          | 1                     | 0                     | -                              | -                              | -                              | 5      | 1      | 28    | 14    |
| 2021-2022             | Paris FC               | Division 1            | 22          | 11          | 3                     | 1                     | -                              | -                              | -                              | 6      | 0      | 31    | 12    |
| 2022-2023             | Paris FC               | Division 1            | 22          | 12          | 1                     | 0                     | C1                             | 2                              | 2                              | 10     | 3      | 35    | 17    |
| 2023-2024             | Paris FC               | Division 1            | 22          | 10          | 4                     | 3                     | C1                             | 10                             | 0                              | 8      | 0      | 44    | 13    |
| 2024-2025             | Paris FC               | Division 1            | 20          | 18          | 3                     | 1                     | C1                             | 4                              | 1                              | 8      | 3      | 35    | 23    |
| Sous-total            | Sous-total             | Sous-total            | 205         | 80          | 26                    | 12                    | -                              | 16                             | 3                              | 41     | 8      | 288   | 103   |
| Total sur la carrière | Total sur la carrière  | Total sur la carrière | 228         | 90          | 24                    | 12                    | -                              | 16                             | 3                              | 41     | 8      | 309   | 113   |

## Palmarès
Avec la sélection nationale, elle remporte le championnat d'Europe des moins de 19 ans 2016, et atteint la finale de la Coupe du monde des moins de 20 ans 2016.
Lors de la saison 2024-2025, Clara Mateo remporte la Coupe de France avec le Paris FC, vainqueur en finale du Paris Saint-Germain aux tirs au but (0-0, 5-4 t.a.b). Au cours de la séance de tirs au but, elle rate son pénalty. 

### Distinctions individuelles
- Nommée dans l'équipe type de Division 1 aux Trophées UNFP du football 2022[16]
- Élue meilleure joueuse de la saison 2024-2025 d'Arkema Première Ligue aux Trophées LFFP 2025[17],[18]
- Trophées UNFP 2025 : meilleure joueuse de Division 1[19]